# ATP-syntas

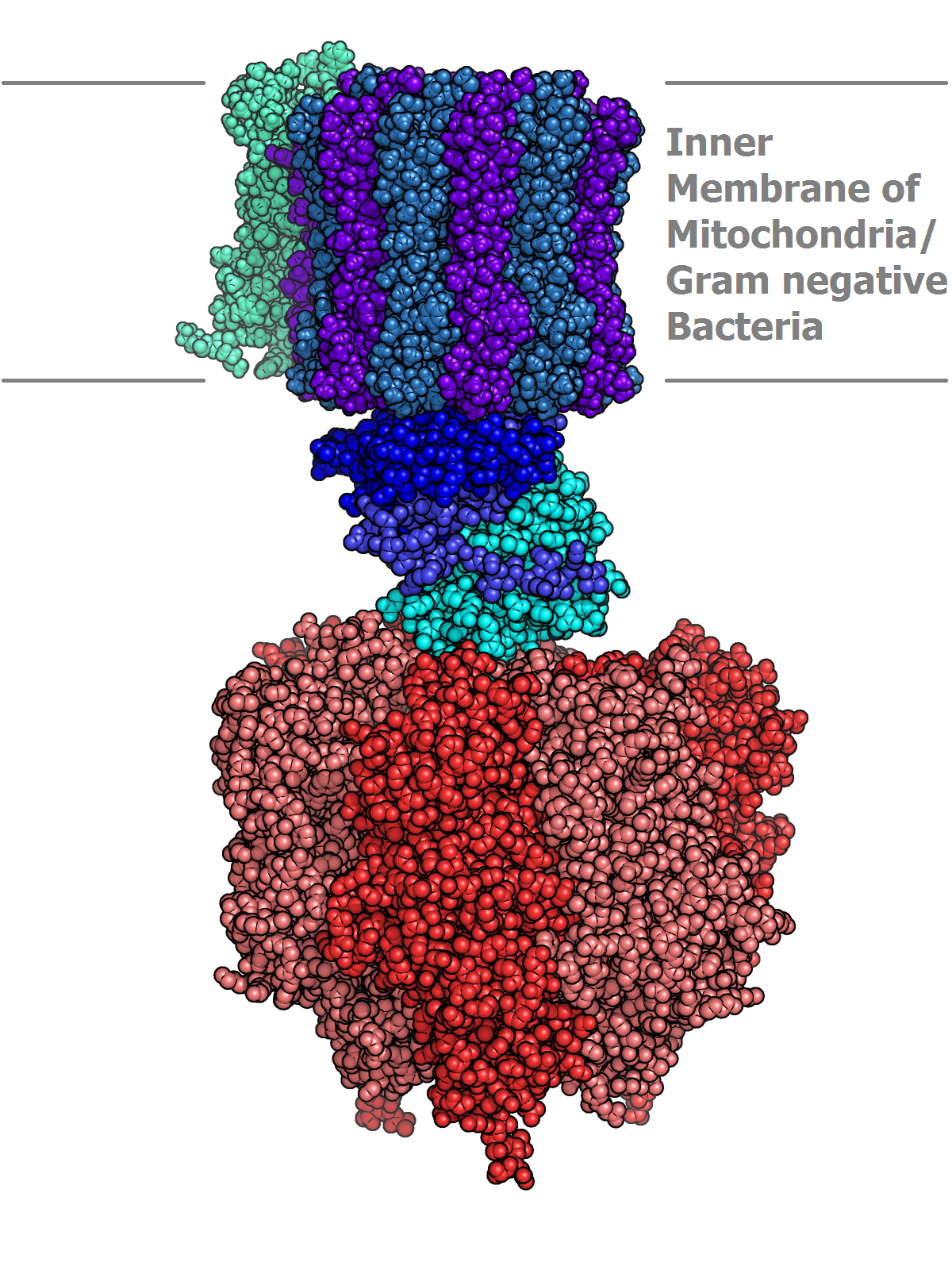
ATP-syntas.

ATP-syntas (även kallat ATP-syntetas) är ett enzym med central roll inom metabolismen. ATP-syntaset ansvarar för det sista steget i syntesen av kroppens grundläggande energienhet, adenosintrifosfat (ATP).
ATP-syntaset sitter i mitokondriens inre membran. Det katalyserar bildandet av ATP från adenosindifosfat (ADP) och fria fosfatgrupper genom att en del av enzymet roterar. Den roterande rörelsen, som började kartläggas under 1990-talet, drivs av en ström av vätejoner (protoner H+) från mitokondriens intermembranutrymme. Vätejonkoncentrationen i intermembranutrymmet byggs upp av elektrontransportkedjan. Dessa protoner strömmar genom ATP-syntas-enzymet från membranets utsida, där de finns i högre koncentration, till insidan och följer alltså sin gradient. 
Enzymet använder då protonernas energi i form av kemisk potential för att skapa ATP. ATP har energirika kemiska bindningar som kan användas för att förse andra reaktioner i cellen med energi. Enzymet snurrar medsols sett utifrån när ATP bildas. I laboratorieexperiment har man visat att det också kan hydrolysera ATP, och därvid snurra motsols.
Varje varv som ATP-syntasets rörliga del snurrar genererar 3 ATP. En NADH-molekyls bidrag till protongradienten ger ungefär 2,5 ATP, eftersom den pumpar in totalt 10 protoner till intermembranutrymmet kan man utgå från att varje varv på ATP-syntaset därför kräver att 12 protoner passerar.